# Villanova del Ghebbo
Villanova del Ghebbo ist eine nordostitalienische Gemeinde (comune) mit 1967 Einwohnern (Stand 31. Dezember 2023) in der Provinz Rovigo in Venetien. Die Gemeinde liegt etwa 13 Kilometer westlich von Rovigo. Durch die Gemeinde fließt der Tartaro-Canalbianco-Po di Levante.

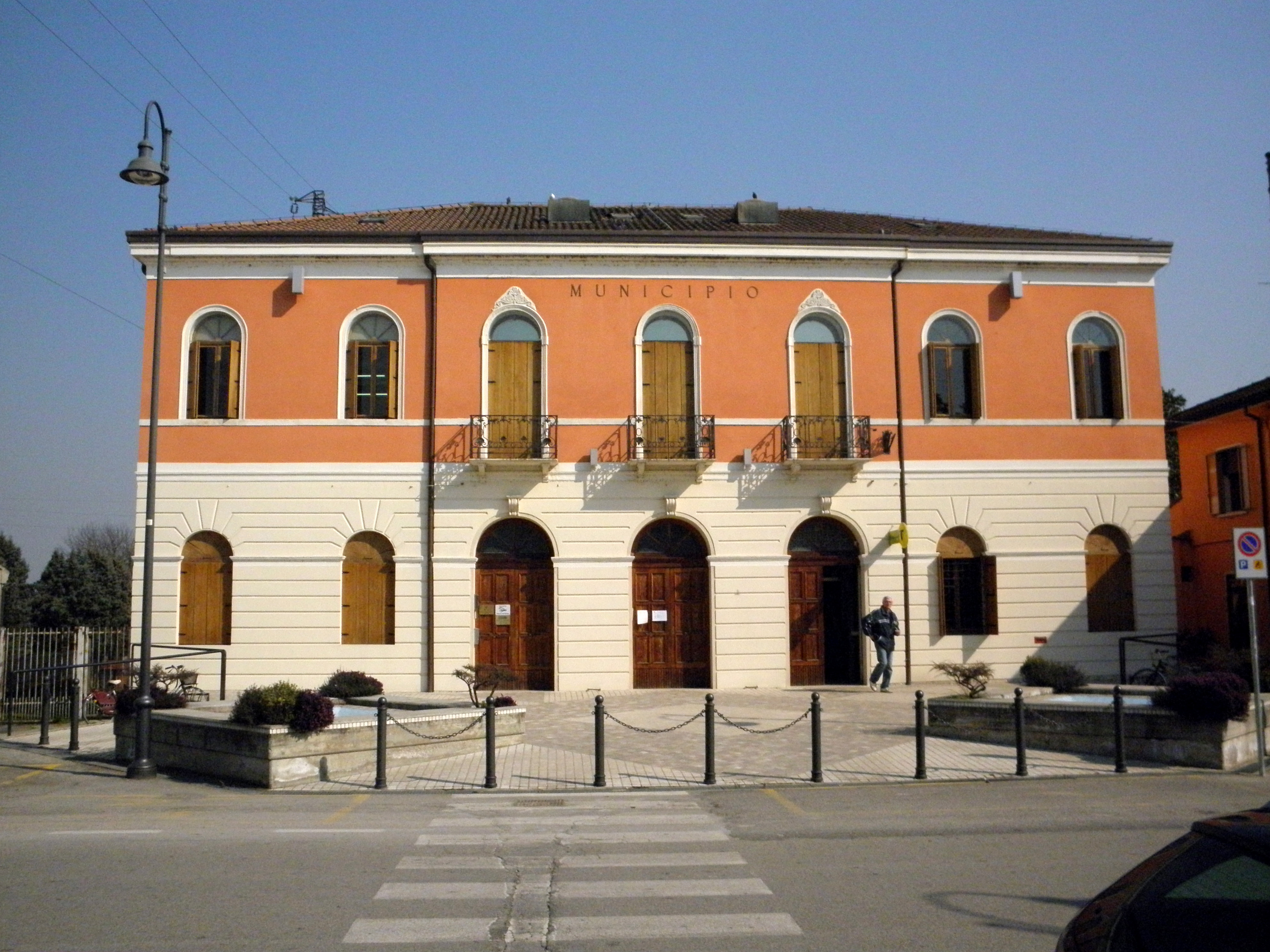
Gemeindeverwaltung von Villanova del Ghebbo